# Teemu Kattilakoski
Teemu Kattilakoski (Kannus, 16 december 1977) is een Finse langlaufer. Hij vertegenwoordigde zijn vaderland op de Olympische Winterspelen 2002 in Salt Lake City, Verenigde Staten en op de Olympische Winterspelen 2006 in Turijn, Italië.

## Carrière
Kattilakoski debuteerde in november 1998 in Muonio in de wereldbeker, anderhalf jaar scoorde hij in Moskou dankzij een tiende plaats zijn eerste wereldbekerpunten. Tijdens de Olympische Winterspelen van 2002 eindigde de Fin als vijfendertigste op de 30 kilometer vrije stijl, samen met Kuisma Taipale, Karri Hietamäki en Sami Repo eindigde hij elfde op de 4x10 kilometer estafette. Op de wereldkampioenschappen langlaufen 2003 in Val di Fiemme eindigde Kattilakoski als achtste op de 50 kilometer vrije stijl, op de estafette eindigde hij samen met Timo Toppari, Kuisma Taipale en Sami Repo op de zesde plaats. In Oberstdorf nam de Fin deel aan de wereldkampioenschappen langlaufen 2005. Op dit toernooi eindigde hij als negende op de 15 kilometer vrije stijl, samen met Tero Similä, Olli Ohtonen en Sami Jauhojärvi eindigde hij als twaalfde op de 4x10 kilometer estafette. Tijdens de Olympische Winterspelen van 2006 in Turijn eindigde Kattilakoski als drieënveertigste op de 50 kilometer vrije stijl, op de estafette eindigde hij samen met Sami Jauhojärvi, Tero Similä en Olli Ohtonen op tiende plaats. In Sapporo, Japan nam de Fin deel aan de wereldkampioenschappen langlaufen 2007, op dit toernooi eindigde hij als zevenenveertigste op de 15 kilometer vrije stijl. Op de wereldkampioenschappen langlaufen 2009 in Liberec eindigde Kattilakoski als achtste op de 50 kilometer vrije stijl, samen met Matti Heikkinen, Sami Jauhojärvi en Ville Nousiainen veroverde hij de bronzen medaille op de 4x10 kilometer estafette.

## Resultaten

### Olympische Spelen
| Jaar | Plaats         | Resultaten                                    |
| ---- | -------------- | --------------------------------------------- |
| 2002 | Salt Lake City | 35e 30 km (vrije stijl) 11e 4x10 km estafette |
| 2006 | Turijn         | 43e 50 km (vrije stijl) 10e 4x10 km estafette |

### Wereldkampioenschappen
| Jaar | Plaats        | Resultaten                                   |
| ---- | ------------- | -------------------------------------------- |
| 2003 | Val di Fiemme | 8e 50 km (vrije stijl) 6e 4x10 km estafette  |
| 2005 | Oberstdorf    | 9e 15 km (vrije stijl) 12e 4x10 km estafette |
| 2007 | Sapporo       | 47e 15 km (vrije stijl)                      |
| 2009 | Liberec       | 8e 50 km (vrije stijl) · 4x10 km estafette   |

### Wereldbeker

#### Eindklasseringen
| Seizoen   | Plaats | Punten |
| --------- | ------ | ------ |
| 1999/2000 | 65e    | 50     |
| 2001/2002 | 94e    | 24     |
| 2002/2003 | 105e   | 12     |
| 2003/2004 | 142e   | 5      |
| 2004/2005 | 120e   | 10     |
| 2005/2006 | 94e    | 41     |
| 2006/2007 | 86e    | 38     |
| 2007/2008 | 77e    | 50     |
| 2008/2009 | 159e   | 7      |